# George Amick
 George Amick  fou un pilot estatunidenc de curses automobilístiques nascut el 24 d'octubre del 1924 a Vernonia, Oregon.
Amick va córrer a la Champ Car a la temporada 1958 incloent-hi la cursa de les 500 milles d'Indianapolis de l'any 1958.
George Amick va morir el 4 d'abril del 1959 en un accident a la cursa de Daytona Beach, Florida.

## Resultats a la Indy 500
| Any    | Cotxe  | Sortida | Vel. mitja | Ranking | Final  | Voltes | V. líder | Retirat   |
| ------ | ------ | ------- | ---------- | ------- | ------ | ------ | -------- | --------- |
| 1958   | 99     | 25      | 142.710    | 25      | 2      | 200    | 18       | Va acabar |
| Totals | Totals | Totals  | Totals     | Totals  | Totals | 200    | 18       |           |

| Curses       | 1  |
| Poles        | 0  |
| Voltes líder | 18 |
| Victòries    | 0  |
| Top 5        | 1  |
| Top 10       | 1  |
| Retirades    | 0  |

## A la F1
El Gran Premi d'Indianapolis 500 va formar part del calendari del campionat del món de la Fórmula 1 entre les temporades 1950 a la 1960.
Els pilots que competien a la Indy durant aquests anys també eren comptabilitats pel campionat de la F1.
George Amick va participar en 1 cursa de F1, debutant al Gran Premi d'Indianapolis 500 del 1958.

### Palmarès a la F1
- Participacions: 1
- Poles: 0
- Voltes Ràpides: 0
- Victòries: 0
- Pòdiums: 1
- Punts vàlids per la F1: 6